# Zdobycie Joppy
Zdobycie Joppy – zajęcie i zniszczenie Joppy w czasie wojny żydowskiej w roku 67 lub 68 n.e.
Po zdobyciu Jotopaty i Jafy, ostatnim punktem oporu na wybrzeżu pozostało miasto Joppa (Jafa), gdzie stacjonowała silna flota powstańcza. Atak Rzymian zakończył się sukcesem. Zaskoczeni obrońcy miasta zmuszeni zostali do wycofania się na okręty. Rankiem wszystkie jednostki dostały się jednak pod wielki sztorm, który zniszczył większość okrętów. Znajdujący się na nich ludzie potonęli, a część w obawie przed niewolą odebrała sobie życie. Nieliczni, którym udało się wydostać na brzeg, byli zabijani przez Rzymian. Po tej tragedii woda wyrzuciła na brzeg 4 200 ciał obrońców, jednak jeszcze więcej poszło na dno morza. Pozbawione obrońców miasto Rzymianie zrównali z ziemią.